# Dąbrówka Mała (województwo lubuskie)
Dąbrówka Mała (niem. Klein Dammer) – wieś w Polsce położona w województwie lubuskim, w powiecie świebodzińskim, w gminie Szczaniec.

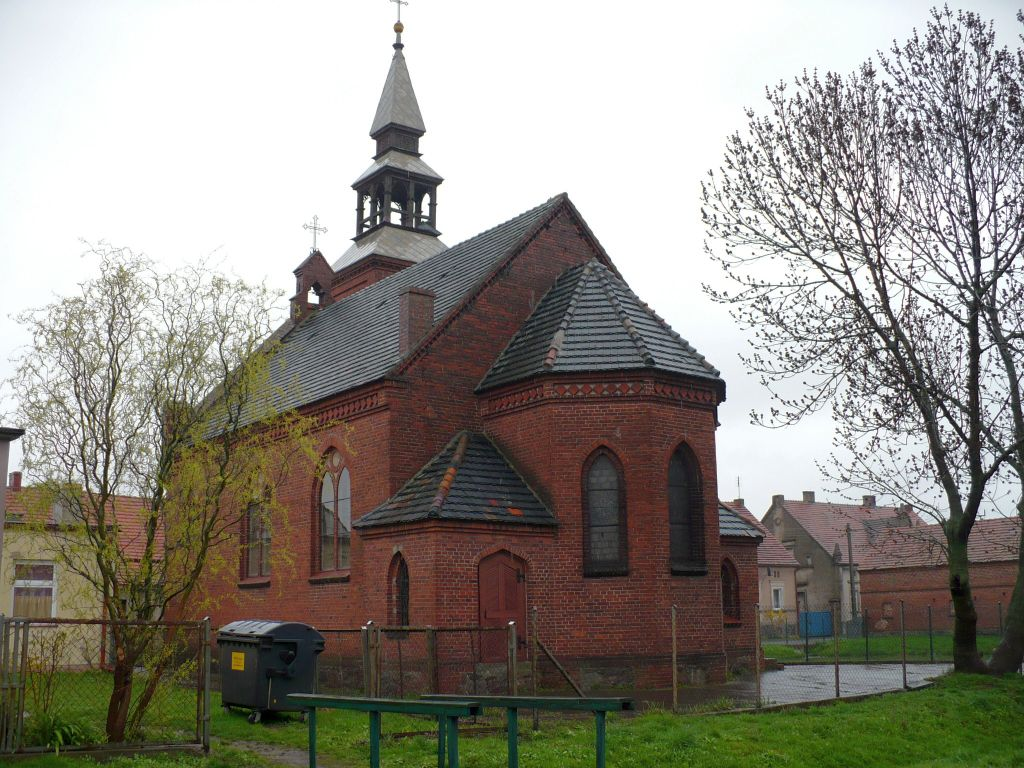
Kościół pw. Chrystusa Króla

W latach 1975–1998 miejscowość administracyjnie należała do województwa zielonogórskiego.

## Zabytki
- kościół filialny pw. Chrystusa Króla, zabytkowy ceglany z 1870 roku, zbudowany w stylu neogotyckim[4]. Już w dokumentach średniowiecznych był odnotowany pierwotny kościół. Prawdopodobnie miał wówczas drewnianą konstrukcję. Obecny jest jednonawową budowlą założoną na rzucie prostokąta, z pięcioboczną apsydą od wschodu[4]. Dach dwuspadowy nakrywa korpus, a wielospadowy apsydę. Trzykondygnacyjna wieża zwieńczona dachem czterospadowym z latarnią stoi przy północno–wschodnim narożniku. Kształt ostrołukowy mają okna nawy i apsydy. Wielouskokowy portal umieszczono na fasadzie świątyni, którą zwieńczono dekoracyjnym szczytem[4].
- pałac o cechach architektury późnoklasycystycznej, wybudowany w połowie XIX w.